# Parathelypteris chingii
Parathelypteris chingii är en kärrbräkenväxtart som beskrevs av K. H. Shing och J.F.Cheng. Parathelypteris chingii ingår i släktet Parathelypteris och familjen Thelypteridaceae. Utöver nominatformen finns också underarten P. c. major.